# Municipio de Wolford
El municipio de Wolford (en inglés: Wolford Township) es un municipio ubicado en el condado de Crow Wing en el estado estadounidense de Minnesota. En el año 2010 tenía una población de 379 habitantes y una densidad poblacional de 8,58 personas por km².

## Geografía
El municipio de Wolford se encuentra ubicado en las coordenadas 46°32′17″N 94°0′31″O / 46.53806, -94.00861. Según la Oficina del Censo de los Estados Unidos, el municipio tiene una superficie total de 44.2 km², de la cual 37,87 km² corresponden a tierra firme y (14,31 %) 6,32 km² es agua.

## Demografía
Según el censo de 2010, había 379 personas residiendo en el municipio de Wolford. La densidad de población era de 8,58 hab./km². De los 379 habitantes, el municipio de Wolford estaba compuesto por el 97,36 % blancos, el 0,53 % eran afroamericanos, el 1,06 % eran amerindios, el 0,53 % eran asiáticos, el 0,53 % eran isleños del Pacífico. Del total de la población el 2,37 % eran hispanos o latinos de cualquier raza.